# Taller

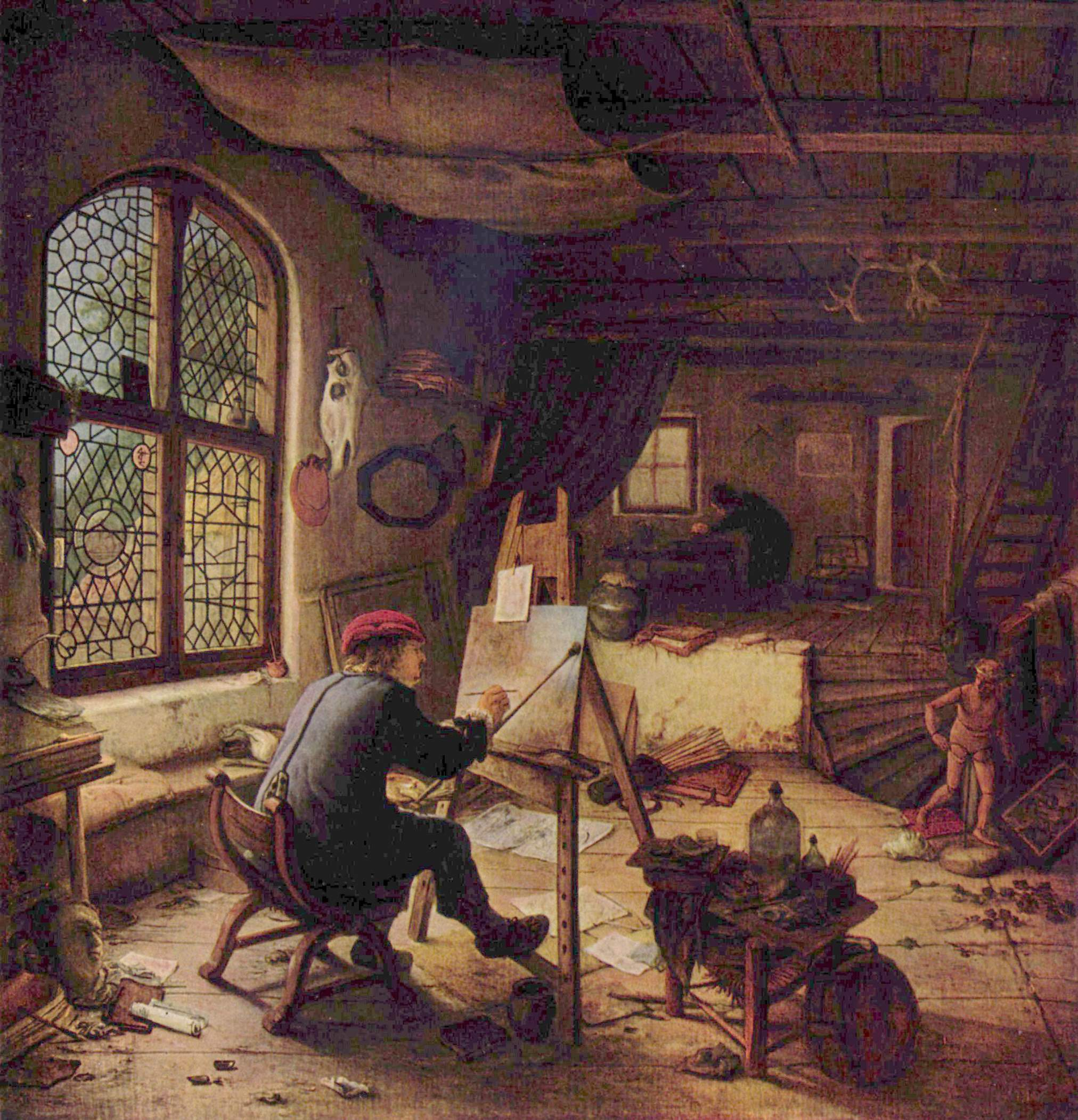
Un pintor al seu taller

Un taller és l'espai on es realitza un treball manual o artesà, com el taller d'un pintor de brotxa fina o un terrissaire, un taller de costura o d'elaboració d'aliments, etc., Tot i que també pot designar altres conceptes derivats d'aquest:
- Taller és el lloc d'una fàbrica en què es realitzen certes operacions, com el taller de soldadura
- Taller mecànic, és aquell en què es reparen màquines avariades, com vehicles, electrodomèstics, etc. En aquest cas, el taller pot ser oficial d'una marca comercial, és a dir, un concessionari (està vinculat a una marca de vehicles o d'electrodomèstics, i es dedica a la reparació i manteniment, dins o fora del període de garantia, de les unitats venudes d'aquesta marca), o un taller lliure o multimarca (no està vinculat a cap marca, treballa amb unitats de qualsevol marca).

En les arts gràfiques, denominada tradicionalment el lloc o establiment on es realitzen les tasques de preimpressió i acabats. La paraula francesa atelier s'empra de vegades per referir-se a un taller artístic on els que es reuneixen són coneixedors d'un tema i comparteixen tot el que saben sobre això. En l'organització econòmica i laboral pròpia de l'edat mitjana i l'Antic Règim a Europa occidental, era la unitat productiva de l'artesania, que s'organitzava a gremi. Cada taller era propietat d'un mestre i comptava amb oficial és i aprenents.
- En belles arts (arquitectura, pintura o escultura), el taller és l'escola artística fundada per un mestre (per exemple, Rubens) i format per les seves deixebles (per exemple Van Dyck o Jordaens), que a l'Europa Occidental de l'Edat Mitjana i l'Antic Règim funcionava com un taller gremial.[5]